# Cité Adrienne
Cité Adrienne är en enskild återvändsgata i Quartier de Charonne i Paris tjugonde arrondissement. Gatan är uppkallad efter dottern till den markägare, på vars mark gatan anlades. Cité Adrienne börjar vid Rue de Bagnolet 82.

## Omgivningar
- Saint-Jean-Bosco
- Villa Godin
- Impasse Suez

## Bilder
| - Gatuskylt. - Saint-Jean-Bosco. |

## Kommunikationer
- Tunnelbana – linje  – Alexandre Dumas
- Tunnelbana – linje  – Porte de Bagnolet
- Busshållplats Pyrénées – Bagnolet – Paris bussnät

### Webbkällor
- ”Cité Adrienne”. Mairie de Paris. https://web.archive.org/web/20160303191636/http://www.v2asp.paris.fr/commun/v2asp/v2/nomenclature_voies/Voieactu/0071.nom.htm. Läst 24 januari 2024.
- ”Cité Adrienne (20ème arrondissement)”. Les rues de Paris. https://web.archive.org/web/20160409055217/http://www.parisrues.com/rues20/paris-20-cite-adrienne.html. Läst 24 januari 2024.